# Arroyo de la India Muerta
Arroyo de la India Muerta – potok w Urugwaju w Ameryce Południowej.
Ma swoje źródła w Cuchilla de la Carbonera w paśmie Sierra de Rocha, w departamencie Rocha, skąd płynie najpierw w kierunku północnym, skręcając stopniowo na wschód, by w ostatnim etapie odbić lekko na południe. Uchodzi do urugwajsko-brazylijskiej laguny Mirim.